# Fincantieri
Fincantieri - Cantieri Navali Italiani S.p.A. es una empresa de construcción naval con sede en Trieste, Italia. Siendo ya el mayor constructor de buques de Europa, luego de la adquisición de Vard en 2013, y del 50% del astillero francés STX France en el 2018, Fincantieri multiplico su tamaño convirtiéndose en el cuarto constructor naval en el mundo.
Fincantieri diseña y construye barcos mercantes, cruceros, y buques de guerra, también colabora activamente en la reparación de buques.
La compañía cotiza en la bolsa de Milan y el NASDAQ en Estados Unidos.

## Historia

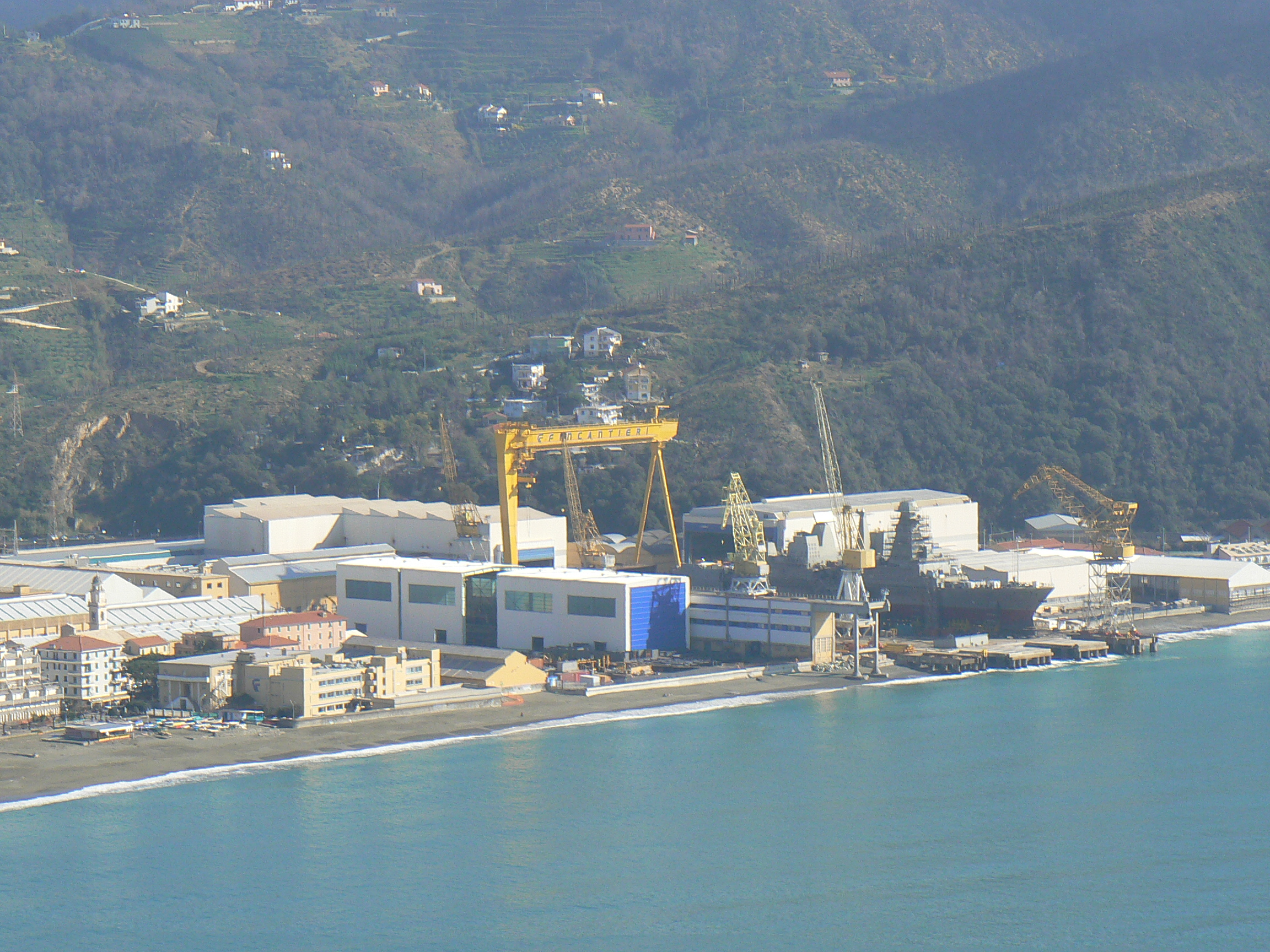
Los astilleros de Riva Trigoso visto desde Punta Manara. Se puede observar al destructor italiano Caio Duilio (D 554) de la clase Orizzonte en su fase final de construcción.

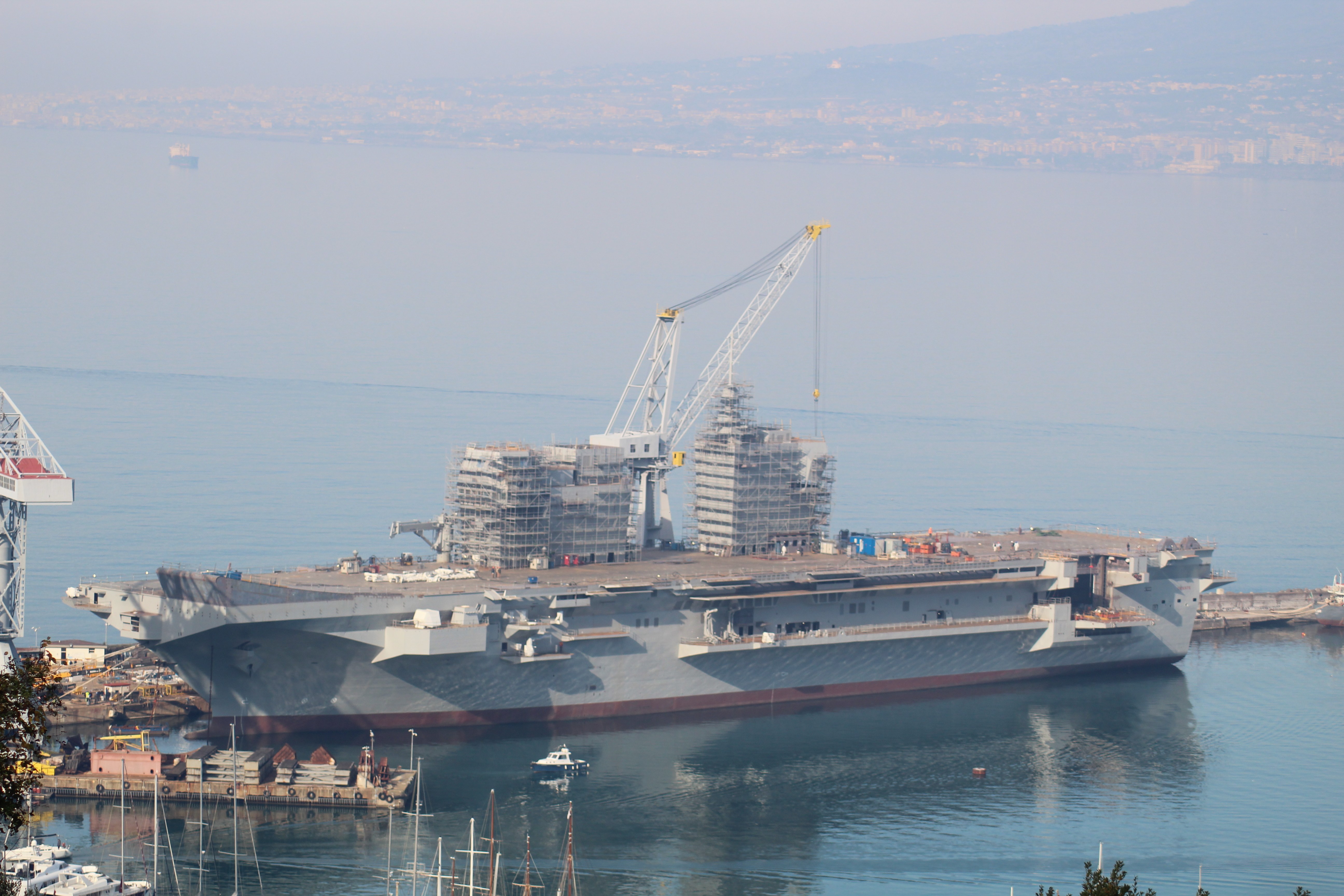
El nuevo portaaviones de la armada italiana Trieste (L9890), en construcción en los astilleros de Castellammare di Stabia.

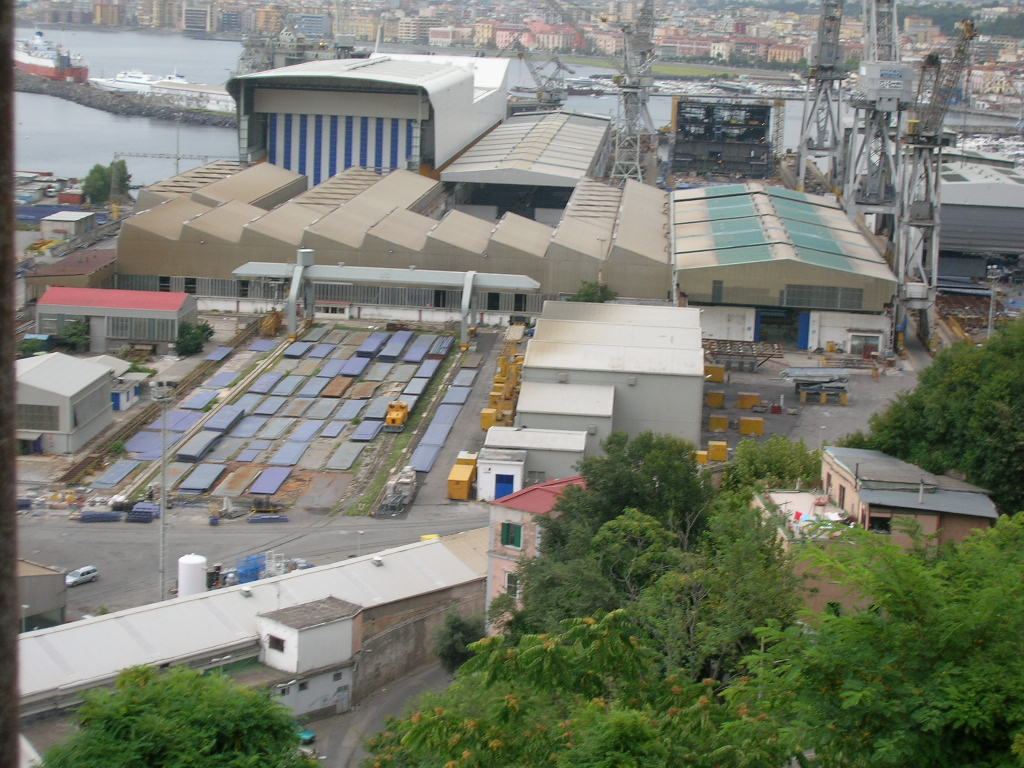
Astilleros de Castellammare di Stabia.

Fincantieri nace el 29 de diciembre de 1959 como medida del estado italiano para hacerse con el control de los principales astilleros italianos de la época, Cantieri Riuniti dell ' Adriatico - CRDA , Odero-Terni-Orlando - OTO , Navalmeccanica y Ansaldo. Provocando la fusion de estas 4 empresas para así dar paso a la formación de Fincantieri.
Originalmente fundada en 1959 como Società Finanziaria Cantieri Navali - Fincantieri SpA como propiedad financiera del Estado, la compañía se convirtió en una entidad independiente en 1984.
Entrada la década de los 90s, Fincantieri vive un momento de gran expansión, logrando construir su primer barco de pasajeros, el "Crown Princess" de la empresa Carnival Cruise Line. Para el periodo 1993-2001, Fincantieri crece exponencialmente construyendo en ese tiempo 20 barcos de pasajeros, 16 ferries y 18 Buques militares, de los cuales 13 fueron para la Armada Italiana, poseyendo en el año 1998 8 astilleros.
En el año 2005, Fincantieri decide expandirse entrando de lleno en la fabricación de Yates, reparación de buques y diseño de sistemas y componentes. Para finales de 2008, incursiona en el mercado norteamericano de defensa al adquirir Manitowoc Marine Group, renombrado la marca como Fincantieri Marine Group. 2 años más tarde, amplia su presencia hasta el Medio Oriente, creando Etihad Ship Building LLC, con el objetivo de construir y reparar buques de guerra para los países de Oriente Medio.
Posteriormente, para el año 2013, Fincantieri adquiere el grupo noruego Vard, líder mundial en la construcción naval, duplicando así su tamaño y convirtiendo a Fincantieri en el astillero más grande de Europa y el cuarto a nivel mundial.
En febrero de 2018, llega a un acuerdo con el gobierno francés y la empresa francesa Naval Group para adquirir el 50% del astillero Chantiers de l'Atlantique, después de que este se declarara en quiebra. En marzo de ese mismo año, Fincantieri establece una subsidiaria en Miami, llamada Fincantieri Services USA, con el objetivo de ampliar su participación en el mercado estadounidense.
El 30 de abril de 2020, se le adjudica a Fincantieri el diseño y la construcción de la nueva fragata de la marina estadounidense, llamado programa FFG(X), compitiendo contra la empresa española Navantia, la norteamericana Huntington Ingall Industries y la australiana Austal, resultando ganadora la propuesta italiana. El programa será basado en las fragatas FREMM que utiliza la armada italiana. El contrato tiene un valor de hasta 5.580 millones de dólares, y contempla la construcción de 10 fragatas.
Fincanteri eligió no cerrar lo astillero en Sturgeon Bay en el condado de Door durante la epidemia de coronavirus.

## Astilleros

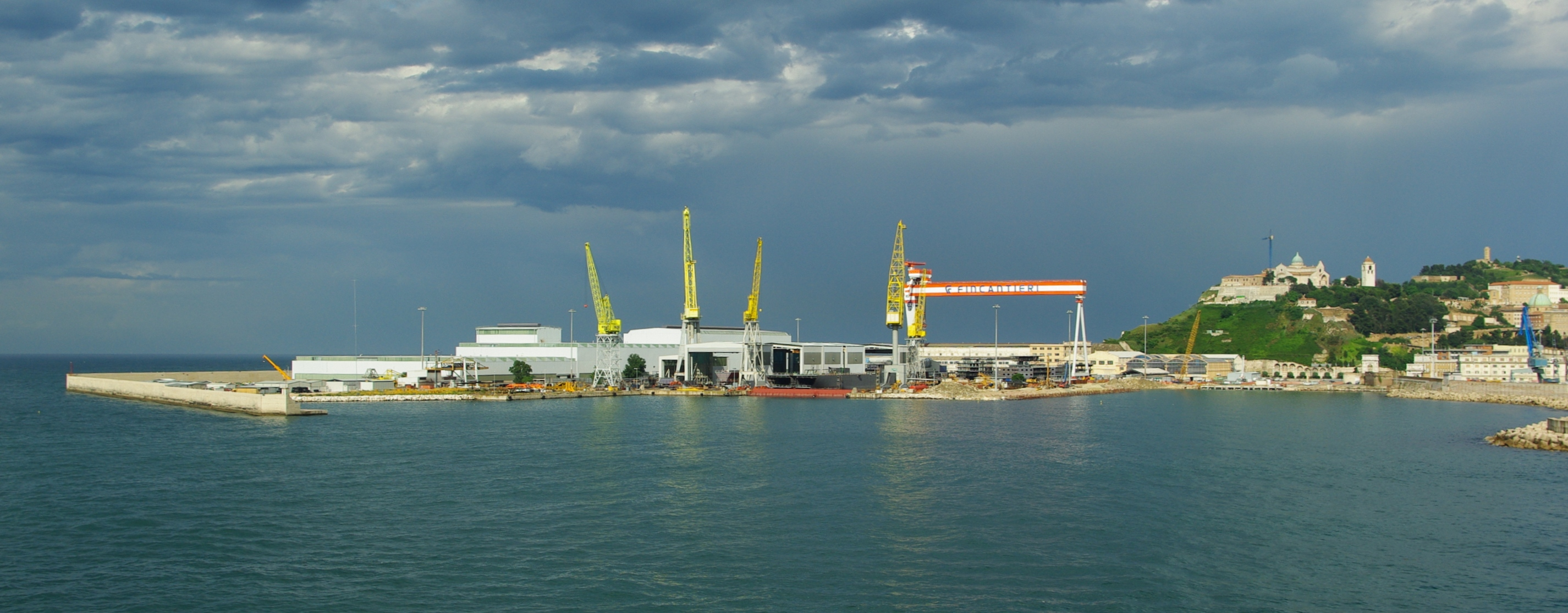
Astilleros de Ancona

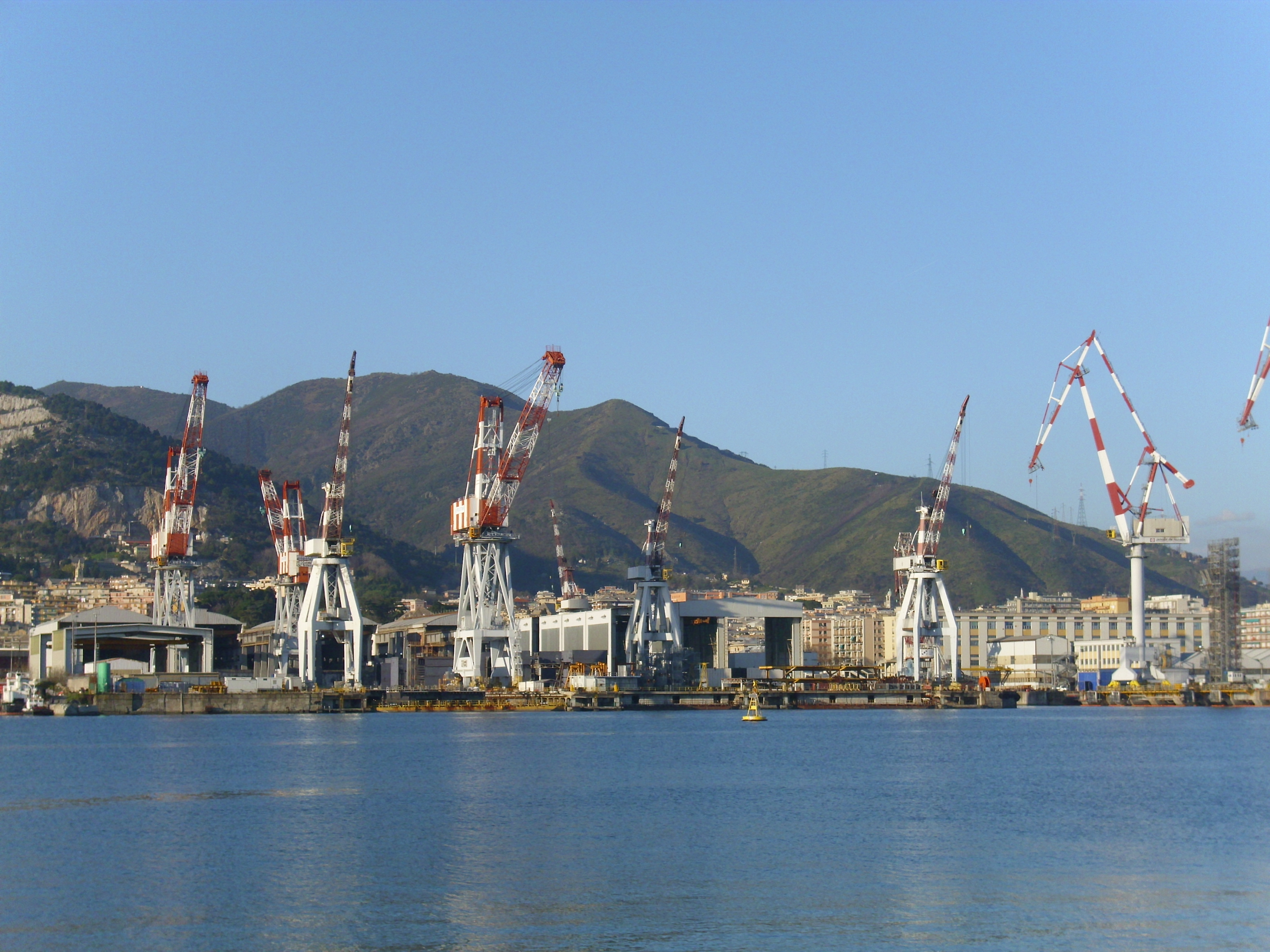
Astilleros de Sestri Ponente

### Cruceros + Ferries
- Astilleros de Monfalcone (Localizados en Monfalcone)
- Astilleros de Marghera (Localizados en Marghera, Venecia)
- Astilleros de Ancona (Localizados en Ancona)
- Astilleros de Sestri Ponente (Localizados en Genova)[7]
- Astilleros de VARD en Langsten
- Astilleros de VARD en Søviknes
- Astilleros de VARD en Braila
- Astilleros de VARD en Tulcea

### Buques Militares
- Astilleros de Muggiano (Localizados en La Spezia)
- Astilleros de Riva Trigoso (Localizados en Genova)
- Astilleros de Castellammare di Stabia (Localizados en Napoli)
- Astilleros de Marinette Marine (Localizados en Wisconsin)

### Buques Offshore y otros
- Astilleros de VARD en Aukra
- Astilleros de VARD en Brattvaag
- Astilleros de VARD en Brevik
- Astilleros de VARD en Promar
- Astilleros de VARD en Vung Tau

### Servicios
- Astilleros de Palermo (Localizados en Palermo)
- Astilleros de Trieste (Localizados en Trieste)
- Astilleros de Sturgeon Bay (Localizados en Wisconsin)